# Tamás (Románia)

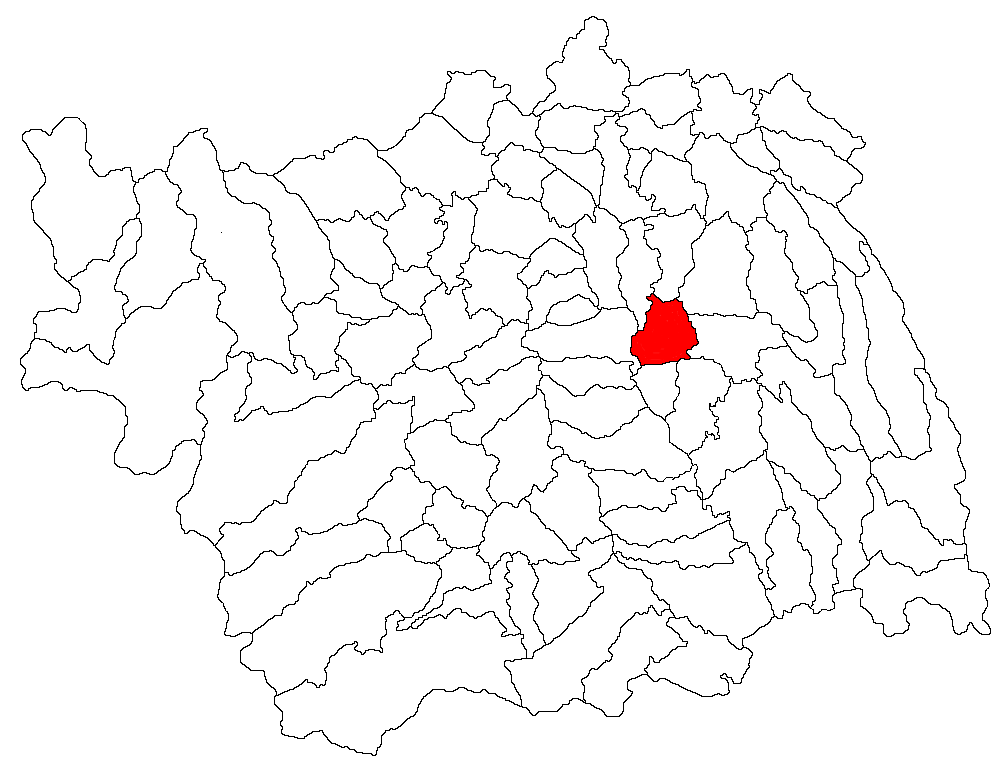
Tamás település elhelyezkedése Romániában, Bákó megyében

Tamás (románul: Tamași) település Romániában, Moldvában, Bákó megyében.

## Fekvése
Bákótól délkeletre, a Szeret bal partján fekvő település.

## Története
Tamás nevét 1433-ban említette először oklevél.
Lakosai magyarok voltak, akik hagyományaik szerint több helyről érkeztek a településre: így Bukovinából, Székelyföldről, Ploszkucénból és, Kós szerint, a dédapák Szabófalváról, még Dokán bojár idejében. Anyanyelvük székelyes csángó nyelvjárás volt, melyet a 20. század elején veszítettek el. A népszámlálási adatok szerint Tamás településnek 1858-ban 303, 1912-ben 525 lakosa volt.A 2002-es népszámláláskor 1400 lakosa volt, melyből 1144 görögkeleti ortodox, 256 római katolikus volt.

## Nevezetességek
- Római katolikus temploma 1874-ben épült, mely helyett 1987-ben építettek újat, melyet Kisboldogasszony tiszteletére szenteltek fel.